# 马德林企鹅属
马德林企鹅（学名：Madrynornis）是一种发现于阿根延马德林组(Madryn Formation)的灭绝企鹅，其体型与黄眼企鹅相仿。
马德林企鹅属下有且仅有完璧马德林企鹅（学名：Madrynornis mirandus）一个物种，种加词mirandus意在形容其正模标本铰接状态之完整。